# Sárvár (distrikt)
Sárvár är ett distrikt i Ungern. Det ligger i provinsen Vas, i den västra delen av landet, 160 km väster om huvudstaden Budapest.